# Селянський санаторій імені ВУЦВК
Селянський санаторій ім. ВУЦВК — санаторій ім. Всеукраїнського центрального виконавчого коміту, побудований в Одесі на Хаджибейському лимані у другій половині 20-х років за проектом О.Бекетова при участі архітектора М.Покорного. Санаторій відомий у зв'язку із тим, що його приміщення в 1928 році оздоблювали художники-бойчукісти під керівництвом свого вчителя М. Бойчука, зокрема Антоніна Іванова та Марія Юнак.
Колективними творами майстерні бочукістів стала центральна композиція «Свято врожаю» та сюжети «Товарообмін» і «Землеустрій». Кирило Гвоздик виконав фрески «Оранка» та «Розгром поміщицької садиби».
Плафони розфарбовував Григорій Довженко.
Будівля селянського санаторію ім ВУЦВК проіснувала до 1964 року, коли була зруйнована під час перепланування паркової території Хаджибея.

## Галерея

К.Гвоздик. Розгром поміщицької садиби. Фреска 1928.
К.Гвоздик. Оранка. Фреска 1929.